# Mélancolie d'un après-midi
Ne doit pas être confondu avec La Mélancolie d'une belle journée.
Mélancolie d'un après-midi est un tableau réalisé par le peintre italien Giorgio De Chirico en 1913. Cette huile sur toile relevant de la peinture métaphysique propre à l'artiste est une nature morte devant un paysage urbain. Elle représente deux artichauts avec dans le lointain, au-delà d'une cour et par-delà un mur, une locomotive fumant au pied d'une tour de briques rouges. L'œuvre fait partie depuis 1999 des collections du musée national d'Art moderne, à Paris, en France.